# Rally Dakar de 1990
El Rally Dakar de 1990, la duodécima edición de esta carrera rally raid, se realizó del 25 de diciembre de 1989 al 16 de enero del año siguiente. El trayecto total de esta versión, que se extendió entre París y Dakar, fue de 11 420 km y se disputó por rutas de Francia, Gran Yamahiriya Árabe Libia Popular Socialista (actual Libia), Níger, Chad, Malí, Mauritania y Senegal.
Participaron en total 236 coches, 136 motocicletas y 93 camiones, de los cuales llegaron a la final 64, 46 y 23, respectivamente.

## Recorrido
| Etapa | Fecha                | Origen              | Destino             | Total (km) |
| ----- | -------------------- | ------------------- | ------------------- | ---------- |
| 1     | 25 de diciembre      | París Francia       | Chevilly Francia    |            |
| 2     | 26 de diciembre      | Chevilly Francia    | Marsella Francia    |            |
|       | 27 - 28 de diciembre | Traslado a África   |                     |            |
| 3     | 29 de diciembre      | Trípoli Libia       | Gadamés Libia       | 539        |
| 4     | 30 de diciembre      | Gadamés Libia       | Ghat (Libia) Libia  | 707        |
| 5     | 31 de diciembre      | Ghat (Libia) Libia  | Sabha Libia         | 687        |
| 6     | 1 de enero           | Sabha Libia         | Tummu Libia         | 641        |
| 7     | 2 de enero           | Tummu Libia         | Dirkou Níger        | 504        |
| 8     | 3 de enero           | Dirkou Níger        | Ngourti Níger       | 497        |
| 9     | 4 de enero           | Ngourti Níger       | Yamena Chad         | 647        |
| 10    | 5 de enero           | Yamena Chad         | Nguigmi Níger       | 483        |
| 11    | 6 de enero           | Nguigmi Níger       | Agadez Níger        | 780        |
|       | 7 de enero           | Día de descanso     |                     |            |
| 12    | 8 de enero           | Agadez Níger        | Tahoua Níger        | 483        |
| 13    | 9 de enero           | Tahoua Níger        | Niamey Níger        | 431        |
| 14    | 10 de enero          | Niamey Níger        | Gao Mali            | 638        |
| 15    | 11 de enero          | Gao Mali            | Timbuctú Mali       | 412        |
| 16    | 12 de enero          | Timbuctú Mali       | Néma Mauritania     | 674        |
| 17    | 13 de enero          | Néma Mauritania     | Tidjikja Mauritania | 738        |
| 18    | 14 de enero          | Tidjikja Mauritania | Kayes Mali          | 685        |
| 19    | 15 de enero          | Kayes Mali          | Saint-Louis Senegal | 838        |
| 20    | 16 de enero          | Saint-Louis Senegal | Dakar Senegal       | 227        |

## Vencedores por etapas
| Etapa           | Motocicletas         | Coches             |
| --------------- | -------------------- | ------------------ |
| 1               | Laurent Charbonnel   | Claude Arnoux      |
| 2               | Laurent Charbonnel   | Pierre Lartigue    |
| 3               | Jordi Arcarons       | Ari Vatanen        |
| 4               | Edi Orioli           | Ari Vatanen        |
| 5               | Gilles Picard        | Ari Vatanen        |
| 6               | Alessandro De Petri  | Ari Vatanen        |
| 7               | Alessandro De Petri  | Björn Waldegård    |
| 8               | Alessandro De Petri  | Alain Ambrosino    |
| 9               | Alessandro De Petri  | Ari Vatanen        |
| 10              | Stephane Peterhansel | Ari Vatanen        |
| 11              | Edi Orioli           | Kenjiro Shinozuka  |
| Día de Descanso |                      |                    |
| 12              | Alessandro De Petri  | Björn Waldegård    |
| 13              | Carlos Mas           | Ari Vatanen        |
| 14              | Jordi Arcarons       | Kenjiro Shinozuka  |
| 15              | Gilles Picard        | Philippe Wambergue |
| 16              | Alessandro De Petri  | Björn Waldegård    |
| 17              | Roberto Mandelli     | Jacky Ickx         |
| 18              | Gilles Picard        | Philippe Wambergue |
| 19              | Gaston Rahier        | Andrew Cowan       |
| 20              | Franco Picco         | Philippe Wambergue |
| Fuente:         |                      |                    |

## Clasificación final

### Coches

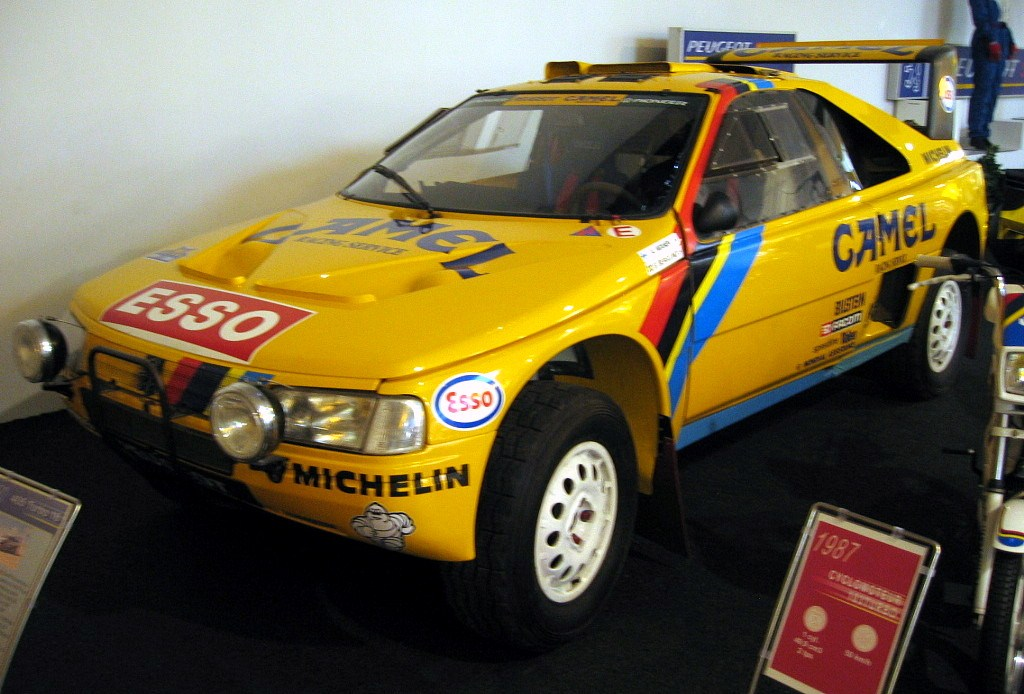
Peugeot 405 oficial del Rally París-Dakar.

| Puesto | Piloto / copiloto                     | País                 | Marca   |
| ------ | ------------------------------------- | -------------------- | ------- |
| 1      | Ari Vatanen / Bruno Berglund          | Finlandia / · Suecia | Peugeot |
| 2      | Björn Waldegard / Jean Claude Fenouil | Suecia / · Francia   | Peugeot |
| 3      | Alain Ambrosino / Baumgartner         | Francia              | Peugeot |

### Motos
| Puesto | Nombre              | País   | Marca  |
| ------ | ------------------- | ------ | ------ |
| 1      | Edi Orioli          | Italia | Cagiva |
| 2      | Carlos Mas          | España | Yamaha |
| 3      | Alessandro de Petri | Italia | Cagiva |

### Camiones
| Puesto | Nombre                                                | País               | Marca   |
| ------ | ----------------------------------------------------- | ------------------ | ------- |
| 1      | Giorgio Villa / Giorgio Delfino / Claudio Vinante     | Italia             | Perlini |
| 2      | Jacques Houssat / Thierry De Saulieu / Danilo Bottaro | Francia / · Italia | Perlini |
| 3      | Zdenek Kahánek / Jaroslav Krpec / Jiří Havlík         | Checoslovaquia     | Tatra   |